# Les Éparres
Les Éparres és un municipi francès situat al departament de la Isèra i a la regió d'Alvèrnia-Roine-Alps. L'any 2007 tenia 933 habitants.

## Demografia

### Població
El 2007 la població de fet de Les Éparres era de 933 persones. Hi havia 374 famílies de les quals 82 eren unipersonals (41 homes vivint sols i 41 dones vivint soles), 130 parelles sense fills, 146 parelles amb fills i 16 famílies monoparentals amb fills.
La població ha evolucionat segons el següent gràfic:
Habitants censats

### Habitatges
El 2007 hi havia 403 habitatges, 373 eren l'habitatge principal de la família, 5 eren segones residències i 25 estaven desocupats. 338 eren cases i 65 eren apartaments. Dels 373 habitatges principals, 261 estaven ocupats pels seus propietaris, 105 estaven llogats i ocupats pels llogaters i 6 estaven cedits a títol gratuït; 1 tenia una cambra, 4 en tenien dues, 57 en tenien tres, 102 en tenien quatre i 209 en tenien cinc o més. 292 habitatges disposaven pel capbaix d'una plaça de pàrquing. A 130 habitatges hi havia un automòbil i a 212 n'hi havia dos o més.

### Piràmide de població
La piràmide de població per edats i sexe el 2009 era:
| Homes | Edats   | Dones |
| ----- | ------- | ----- |
| 0     | 95 o +  | 0     |
| 0     | 90 a 94 | 12    |
| 8     | 85 a 89 | 8     |
| 0     | 80 a 84 | 4     |
| 16    | 75 a 79 | 12    |
| 12    | 70 a 74 | 16    |
| 16    | 65 a 69 | 16    |
| 20    | 60 a 64 | 0     |
| 8     | 55 a 59 | 28    |
| 36    | 50 a 54 | 24    |
| 40    | 45 a 49 | 40    |
| 40    | 40 a 44 | 32    |
| 48    | 35 a 39 | 44    |
| 52    | 30 a 34 | 20    |
| 16    | 25 a 29 | 28    |
| 32    | 20 a 24 | 32    |
| 24    | 15 a 19 | 44    |
| 44    | 10 a 14 | 44    |
| 32    | 5 a 9   | 32    |
| 24    | 0 a 4   | 12    |

## Economia
El 2007 la població en edat de treballar era de 614 persones, 453 eren actives i 161 eren inactives. De les 453 persones actives 416 estaven ocupades (228 homes i 188 dones) i 36 estaven aturades (19 homes i 17 dones). De les 161 persones inactives 78 estaven jubilades, 33 estaven estudiant i 50 estaven classificades com a «altres inactius».

### Ingressos
El 2009 a Les Éparres hi havia 370 unitats fiscals que integraven 976 persones, la mediana anual d'ingressos fiscals per persona era de 19.561 €.

### Activitats econòmiques
Dels 46 establiments que hi havia el 2007, 2 eren d'empreses extractives, 2 d'empreses alimentàries, 1 d'una empresa de fabricació de material elèctric, 1 d'una empresa de fabricació d'elements pel transport, 8 d'empreses de fabricació d'altres productes industrials, 10 d'empreses de construcció, 6 d'empreses de comerç i reparació d'automòbils, 3 d'empreses de transport, 3 d'empreses d'hostatgeria i restauració, 2 d'empreses immobiliàries, 3 d'empreses de serveis, 3 d'entitats de l'administració pública i 2 d'empreses classificades com a «altres activitats de serveis».
Dels 18 establiments de servei als particulars que hi havia el 2009, 1 era una oficina de correu, 4 tallers de reparació d'automòbils i de material agrícola, 1 paleta, 2 guixaires pintors, 3 fusteries, 1 lampisteria, 2 electricistes, 2 perruqueries i 2 restaurants.
L'únic establiment comercial que hi havia el 2009 era una fleca.
L'any 2000 a Les Éparres hi havia 24 explotacions agrícoles que ocupaven un total de 266 hectàrees.

## Equipaments sanitaris i escolars
El 2009 hi havia 2 escoles elementals.

## Poblacions més properes
El següent diagrama mostra les poblacions més properes.